# スティーブン・ピーターマン
スティーブン・ピーターマン（Stephen Peterman 1982年1月11日- ）はミシシッピ州ガルフポート出身のアメリカンフットボール選手。現在フリーエージェント。ポジションはガード。

## 経歴
ミシシッピ州ベイ・セントルイスの高校ではタイトエンドとしてプレーした。高校卒業後、ルイジアナ州立大学に進学、4年間で先発35試合を含む48試合に出場、2003年にオールアメリカンに選ばれた。
2001年、2002年は左ガードで先発したが、2003年春に右ガードにコンバートされた。
2004年のNFLドラフト3巡でダラス・カウボーイズに指名された。この年、トレーニングキャンプで指を骨折、プレシーズンゲームでスペシャルチームとして出場した際、ACLとMCLを断裂、故障者リスト入りした。
2006年8月23日、カウボーイズから解雇された。
その後、デトロイト・ライオンズとプラクティス・スクワッドとして契約、2007年からはライオンズの先発右ガードとなった。
2009年にはライオンズと5年1500万ドルで契約延長を果たした。この年11月、ミネソタ・バイキングス戦で右足首を負傷、故障者リスト入りした。
2013年2月5日、ライオンズから解雇された。
同年4月26日、ニューヨーク・ジェッツと1年契約を結んだが、8月26日に解雇された。